# Lisboa (Schiff, 1910)
Die Lisboa war ein 1910 gebautes portugiesisches Kombischiff, das Passagiere und Fracht zwischen dem Mutterland und den portugiesischen Kolonien in Afrika beförderte. Auf seiner zweiten Reise sank das Schiff am 23. Oktober 1910 vor Paternoster (Südafrika). Sieben Menschen starben.

## Bau und technische Daten
Zur Stärkung ihrer Linienverbindung nach Afrika beauftragte die Reederei Empresa Nacional de Navegação die britische Werft D. and W. Henderson and Company in Glasgow mit einem Neubau. Dieser wurde unter der Baunummer 469 auf Kiel gelegt und erhielt beim Stapellauf am 26. April 1910 den Namen Lisboa nach der portugiesischen Hauptstadt. Die Übergabe erfolgte im Juni 1910, Heimathafen des Schiffes wurde mit der Registrierung und Indienststellung Lissabon.
Das Schiff war 131,83 Meter lang, 16,47 Meter breit und hatte einen Tiefgang von 10,60 Metern. Es war mit 7412 BRT vermessen. Zwei Dreifach-Expansionsmaschinen der Werft erzeugten jeweils 3600 PS und ermöglichten über zwei Schrauben eine Geschwindigkeit von 15,0 Knoten. Ihre Kabinen boten Platz für 120 Passagiere der Ersten Klasse, 64 Passagiere der Zweiten Klasse und 144 Passagiere der Dritten Klasse. Darüber hinaus war das Schiff zur Beförderung von bis zu 1000 Deckspassagieren ausgelegt. Die Besatzung bestand aus 150 Mann. Sie war das erste Schiff der portugiesischen Handelsmarine, das mit einem Telegrafen ausgerüstet war.

## Geschichte
Mit der Indienststellung galt die Lisboa als das Flaggschiff der Reederei. Ihre Jungfernfahrt begann am 18. Juni 1910 in Lissabon und führte mit Zwischenstopps in Funchal und São Tomé nach Angola und weiter über Südafrika nach Maputo und Beira in Mosambik. Sie brachte Passagiere und Großstadtprodukte nach Afrika und transportierte auf der Rückreise eine Ladung Zucker, Mais, Kaffee, Kakao und 300 Tonnen Gummi. Am 11. September erreichte sie wieder Lissabon.
Am 1. Oktober 1910 lief die Lisboa zu einer weiteren Überfahrt von Lissabon aus. 14 Tage später erreichte sie Luanda in Angola. Von dort sollte die Fahrt mit 250 Passagieren, 50 Besatzungsmitgliedern und einer gemischten Ladung zum nächsten Etappenziel nach Kapstadt führen. Am 23. Oktober lief die Lisboa etwa 160 Kilometer nördlich von Kapstadt auf das Soldier Reef nahe Paternoster Point (32° 49′ S, 17° 53′ O). Das Schiff setzte einen Notruf ab, auf den ein norwegisches Fischereifahrzeug herbeieilte. Bis auf drei Passagiere und vier Besatzungsmitglieder konnten alle von Bord gerettet werden.